# Windstorm
Windstorm foi uma montanha-russa do parque Playcenter na cidade de São Paulo.

## História
Essa montanha-russa foi projetada pelo engenheiro alemão Werner Stengel, e foi construída pela empresa italiana S&MC. Entrou em operação inicialmente na cidade de Nova York no Playland Park com o nome de Hurricane (Furacão) em 1995 antes de ser comprada pelo Playcenter em 2005.
A atração, apesar de parecer simples, é conhecida por ser muito forte. Possui curvas bruscas e fechadas e também algumas descidas praticamente verticais.
O percurso tem 438 metros de extensão e quinze metros de altura, fazendo com que o trem alcance uma velocidade de 55 km/h. Possui dois trens com doze lugares cada (3 vagões com lugar para 4 pessoas cada). A estatura mínima para uma pessoa utilizar a atração é de 1,40 metros.
Em 2012, esta montanha-russa foi retirada do Playcenter. Atualmente a atração localiza-se no Alpen Park, no Rio Grande do Sul, com o nome de Alpen Blizzard.